# Tectaria semibipinnata
Tectaria semibipinnata är en ormbunkeart som först beskrevs av Nathaniel Wallich och William Jackson Hooker, och fick sitt nu gällande namn av Edwin Bingham Copeland. Tectaria semibipinnata ingår i släktet Tectaria och familjen Tectariaceae. Inga underarter finns listade.